# Таязура червонодзьоба
Таязу́ра червонодзьоба (Neomorphus pucheranii) — вид зозулеподібних птахів родини зозулевих (Cuculidae). Мешкає в Амазонії. Вид названий на честь французького зоолога Жака Пюшрана.

## Опис
Довжина птаха становить 50 см. Виду не притаманний статевий диморфізм. На тімені великий синювато-чорний або фіолетовий чуб, лоб коричневий. Крила червонувато-коричневі або чорнувато-фіолетові, бличскучі, стернові пера червонувато-коричневі або оливково-зелені. Голова і груди блідо-сірі, пера на них мають чорні кінчики. Груди відділені від світло-сірого або коричнюватого живота чорною смугою. Навколо очей плями голої червоної кіри, за очима плями голої синьої шкіри. Дзьоб яскраво-червоний з жовтим або зеленим кінчиком. У представників підвиду N. p. lepidophanes лоб чорний, живіт поцяткований темним лускоподібним візерунком.

## Підвиди
Виділяють два підвиди:
- N. p. pucheranii (Deville, 1851) — південний схід Колумбії, схід Еквадору, північний схід Перу і захід Бразильської Амазонії (на північ від Амазонки);
- N. p. lepidophanes Todd, 1925 — схід Перу і захід Бразильської Амазонії (на південь від Амазонки).

## Поширення і екологія
Червонодзьобі таязури мешкають в Колумбії, Еквадорі, Перу і Бразилії. Вони живуть у вологих рівнинних тропічних лісах, на висоті до 700 м над рівнем моря. Ведуть переважно наземний спосіб життя. Живляться комахами, павуками та іншими членистоногими, яких шукають на землі, а також плодами. Червонодзьобі таязури слідкують за кочовими мурахами, пекарі або капуцинами і ловлять сполоханих комах. Не практикують гніздовий паразитизм.